# Anna-Maria Kellen
Anna-Maria Kellen geborene Arnhold (geb. 14. Juli 1918 in Berlin; gest. 9. April 2017 in New York City) war eine amerikanische Philanthropin.

## Leben
Anna Maria Arnhold wurde in Berlin in eine Familie von Bankiers geboren. Ihr Vater Hans Arnhold (1888–1966) war Bankier, Industrieller sowie Teilhaber der Bank Gebrüder Arnhold in Dresden und Berlin und ihre Mutter war Ludmilla, geborene Heller (1894–1976). Die Familie gehörte dem Judentum an. Anna Maria Arnhold wuchs primär in Wannsee in der Villensiedlung Am Sandwerder auf und besuchte das Mommsen-Gymnasium. Anschließend studierte sie an der Universität Lausanne, der École de Louvre und der Sorbonne.
Arnhold musste ihr Studium während des Zweiten Weltkriegs unterbrechen und zwangsläufig in die USA emigrieren. Nach ihrer Flucht in die USA heiratete sie 1940 in New York Stephen M. Kellen, den Präsidenten der Privatbank Arnhold & S. Bleichroeder, den sie bereits in Berlin kennengelernt hatte. Sie bekamen zwei Kinder, Marina Kellen French und Michael M. Kellen. Die Journalistin Ellen Maria Gorrissen (1916–1996), die Mutter von Nina von Maltzahn, war ihre Schwester.

### Mäzenatentum
64 Jahre lang wirkte Kellen als freiwillige Krankenschwester im Memorial Hospital für das amerikanische Rote Kreuz. In den 1960er Jahren gründete sie mit ihrem Ehemann die Anna-Maria and Stephen Kellen Foundation, welche primär im Bereich der Kulturförderung tätig ist. Unter dem New Yorker Bürgermeister Edward I. Koch war sie zehn Jahre lang (1978–88) Mitglied der städtischen Kommission für Kultur, davon fünf Jahre (1983–88) als Co-Präsidentin für die bürgermeisterliche Ehrenbürgerschaft im Bereich Kunst und Kultur. Sie war zudem Mitglied des Metropolitan Museum of Art und Gönnerin im Bereich von Ausstellungen deutscher Kunst. Zudem gehörte Kellen zahlreichen Stiftungsräten an, unter anderem: Cancer Research Institute, Civitas und Lenox Hill Hospital, Parsons School of Design, Director’s Roundtable der Morgan Library & Museum, The Circle Mitglied der National Gallery of Art in Washington.

## Preise und Auszeichnungen
- 1997 Spirit of the City Award der Cathedral of St. John the Divine
- Ehrenpreis der Parsons School of Design
- 1989 Distinguished Service Medal der The New School for Social Research
- 1997 Ritterin des Ordre des Arts et des Lettres
- 2003 Oliver R. Grace Award des Cancer Research Institute[6]
- 2009 Verdienstorden des Landes Berlin